# Huis der Kunsten
Het Huis der Kunsten (Maison des Arts) is een landhuis in de Belgische gemeente Schaarbeek. Het gebouw stamt uit 1826 en werd gebouwd voor de rijke lakenhandelaar Charles-Louis Eenens. Het werd door zijn kinderen, onder wie Alexis Eenens, met twee vleugels uitgebreid en kwam vervolgens in het bezit van Thérèse Eenens, de kleindochter van Charles-Louis, getrouwd met burggraaf Georges Terlinden, 
Het landhuis speelde een rol in de Belgische onafhankelijkheidsstrijd in 1830 toen prins Frederik van Oranje-Nassau zich hier verschanste met zijn leger alvorens het bevel tot terugtrekking te geven. Ook tijdens de twee wereldoorlogen speelde het huis een belangrijke rol, nu in het verzet. Tijdens de periode dat het landhuis bewoond werd door de families Eenens en Terlinden-Eenens waren er aanzienlijke Belgische en buitenlandse personen te gast.

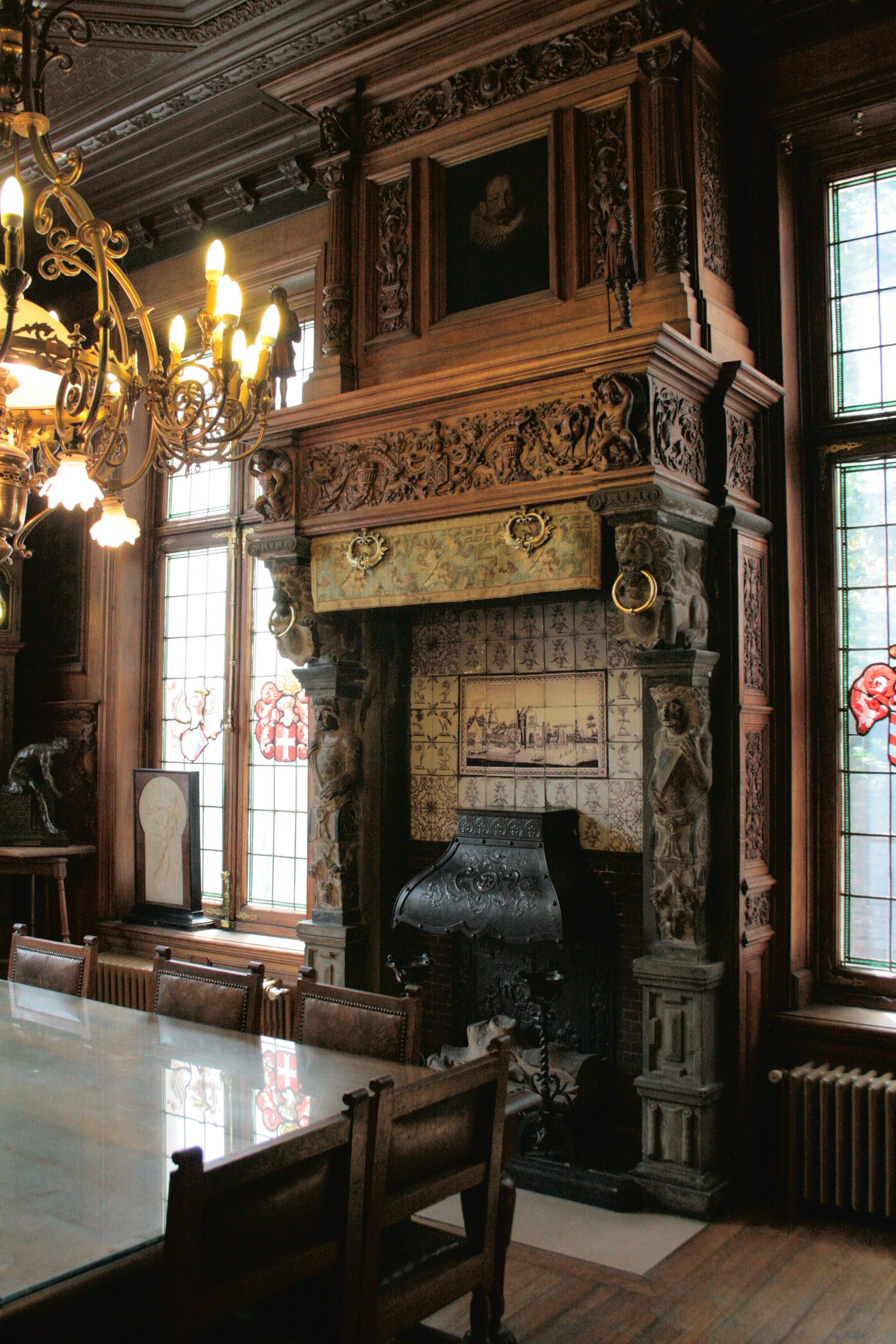
Interieur

Het huis werd bewoond door procureur-generaal Georges Terlinden en zijn gezin. Toen hij, tijdens de Eerste Wereldoorlog, samen met de overige magistraten van het Hof van Cassatie, verzet aantekende tegen beslissingen van de bezetter, werd het landhuis opgeëist om als hoofdkwartier van het Duitse marinecommando te dienen. Na zijn dood beslisten de erfgenamen het landhuis te verkopen en de gemeente Schaarbeek werd de nieuwe eigenaar.
Het landhuis is toonbeeld van een aristocratische woning en is sinds 1950 eigendom van de gemeente. Tegenwoordig biedt het onderdak aan het Huis der Kunsten en vinden er tentoonstellingen, concerten, lezingen en andere culturele evenementen plaats. Decoratieve elementen in het interieur, ontleend aan diverse stijlperiodes waaronder Lodewijk XV, Lodewijk XVI en neo-Vlaamse renaissance, vormen een mooi overzicht van variaties op het eclecticisme. In de oorspronkelijke zadelmakerij werd een oude Brusselse herberg gereconstrueerd en de ruime gewelfde zalen doen dienst als tentoonstellingsruimten. De doorgang die de straat met de binnenplaats verbindt, is versierd met een muurschildering van Nicolas Moreel. Op geëmailleerde straatnaamborden aan de muur worden Schaarbeekse kunstenaars geëerd. De tuin achter het landhuis grenst aan de Hallen van Schaarbeek en biedt een groene ruimte aan de buurt. Er staat een fontein en verschillende standbeelden.
Het Huis der Kunsten is sinds 1993 een beschermd monument.